# ルーカス・ノゲラ・パス
ルーカス・ノゲラ・パス（Lucas Noguera Paz、1993年10月5日 - ）は、プレミアシップバース・ラグビーに所属するラグビー選手。

## プロフィール
- アルゼンチン・サン・ミゲル・デ・トゥクマン出身。
- ポジションはプロップ(PR)。
- 身長 179cm、体重 108kg
- U20アルゼンチン代表に選ばれたことがある[1]。
- アルゼンチン代表キャップは43（2020年6月現在）でラグビーワールドカップ2015のアルゼンチン代表に選ばれた[2]

## 略歴
リンセR.C.、パンパスXV、ハグアレスを経て、2017年、バースに加入。 